# Vorab
Der Vorab ist ein 3028 m ü. M. hoher Berg in der Schweiz mit dem Hauptgipfel Bündner Vorab und dem Nebengipfel Glarner Vorab 3018 m, beide auf der Grenze der Kantone Glarus und Graubünden. Die Hauptgipfel liegen auf Gemeindegebiet von Glarus Süd, Ilanz und Laax. Mit den Nebengipfeln stösst zudem die Gemeinde Falera zum Gebiet. Der Berg ist vom Siedlungsgebiet der anstossenden Orte nur von Elm (Gemeinde Glarus Süd) in seiner steilen Nordflanke zu sehen oder ganz knapp von Flims-Waldhaus, da seine südöstlichen bis südwestlichen Flanken und auslaufenden Grate sehr flach abfallen.

## Name
Der Name erklärt sich wohl aus der Sicht der Glarner, nach der der Berg als sichtbare Grenzmarkierung unmittelbar "vor" der Kantonsgrenze liegt und nach Süden hin sehr langgezogen und flach abfällt ("abe" im Dialekt).

## Gipfel des Vorab
Ein weiterer naher Nebengipfel, der Vorab Pign (kleiner Vorab; 2897 m), befindet sich 500 m östlich ausschliesslich auf Bündner Gebiet. Ein Sessellift führte für einige Jahre in den Sattel zwischen dem Bündner Vorab und dem Vorab Pign, wurde jedoch vor 1995 abgerissen. 
Interessanterweise verläuft die Grenze zwischen dem Bündner und dem Glarner Vorab nicht etwa auf der Wasserscheide, sondern als Gerade. Dies mag daher rühren, dass in früheren Jahren der Gletscher mehr ausgedehnt und zumindest ein Teil der Grenze immer schneebedeckt war. Auf dem nach Osten wandernden Vorabfirn verläuft die Grenze natürlich ebenso als Gerade. Nördlich der Grenze auf Glarner Gebiet steht hier das Gletscherhorn mit 2805 m Gipfelhöhe. Nördlich davon stehen die markanten Türme des Zwölfihorn (2744 m/2741 m), von wo ein Seitengrat zum Chli Mittagshorn (2369 m) führt, wohingegen der benannte Madgrat sich zum Mittagshorn (2415 m) neigt. 
Östlich davon liegt auf 2002 m die Martinsmadhütte, von der man auf einem blau-weiss markierten hochalpinen Pfad durch das Schwarzwändli auf das Hochplateau des Vorabfirns gelangen kann. In westsüdwestlicher Richtung führt ein Grat vom Bündner Vorab über viele namenlose kotierte Höhenpunkte zum Panixerpass, der Elm im Kanton Glarus mit Panix im Kanton Graubünden verbindet. Nur zwei Punkte tragen hier einen Namen: Zum einen der über dem Panixerpass aufragende Rotstock / Crap Tgietschen (2624 m), der knapp die Definition eines Berggipfels erreicht, sowie die Crena Martin (2727 m), die vermutlich als Übergang für Schafe genutzt werden konnte; die höchsten Grasfelder auf der Glarner Seite der Grenze waren von Norden her unzugänglich. 
Ein weiterer Bergrücken nach Südosten muss ebenfalls dem Vorab zugerechnet werden, er verläuft zuerst über den Vorab Pign zur Fuorcla di Sagogn und dort beim Crap Masegn vorbei in Richtung Crap Sogn Gion.
In der östlichen Mulde liegt der Vorabgletscher, noch weiter östlich verläuft die höchste Hochspannungsleitung Europas, die Vorableitung.

## Erschliessung als Skigebiet
Im Jahr 1978/79 wurde der Vorabgletscher mit einem im Eis verankerten Doppel-Schlepplift für Alpin-Skifahrer erschlossen. Der erhoffte Sommerbetrieb wurde ums Jahr 1991 schon wieder eingestellt, jedoch ermöglicht das Gebiet eine auch vor der künstlichen Beschneiung garantierte Saison-Eröffnung für den Winterbetrieb im November. Dies im Gegensatz etwa zu anderen Skigebieten, welche den Saisonstart auch mal verschieben müssen. Zuvor und auch weiterhin waren Flüge zum Beispiel ab dem Crap Sogn Gion mit Hubschraubern zum Vorab möglich, da der Gletscher als Gebirgslandeplatz offensteht (Hubschrauber landen dabei auf dem Glarner Vorab). Mit etwas Glück erwischt man auch einen Tag, an welchem ein Gletscherflugzeug am Pistenrand Rundflüge anbietet (in den letzten Jahren immer seltener).

## Bilder

Vorab Tinserhorn, historisches Luftbild von Werner Friedli (1955)
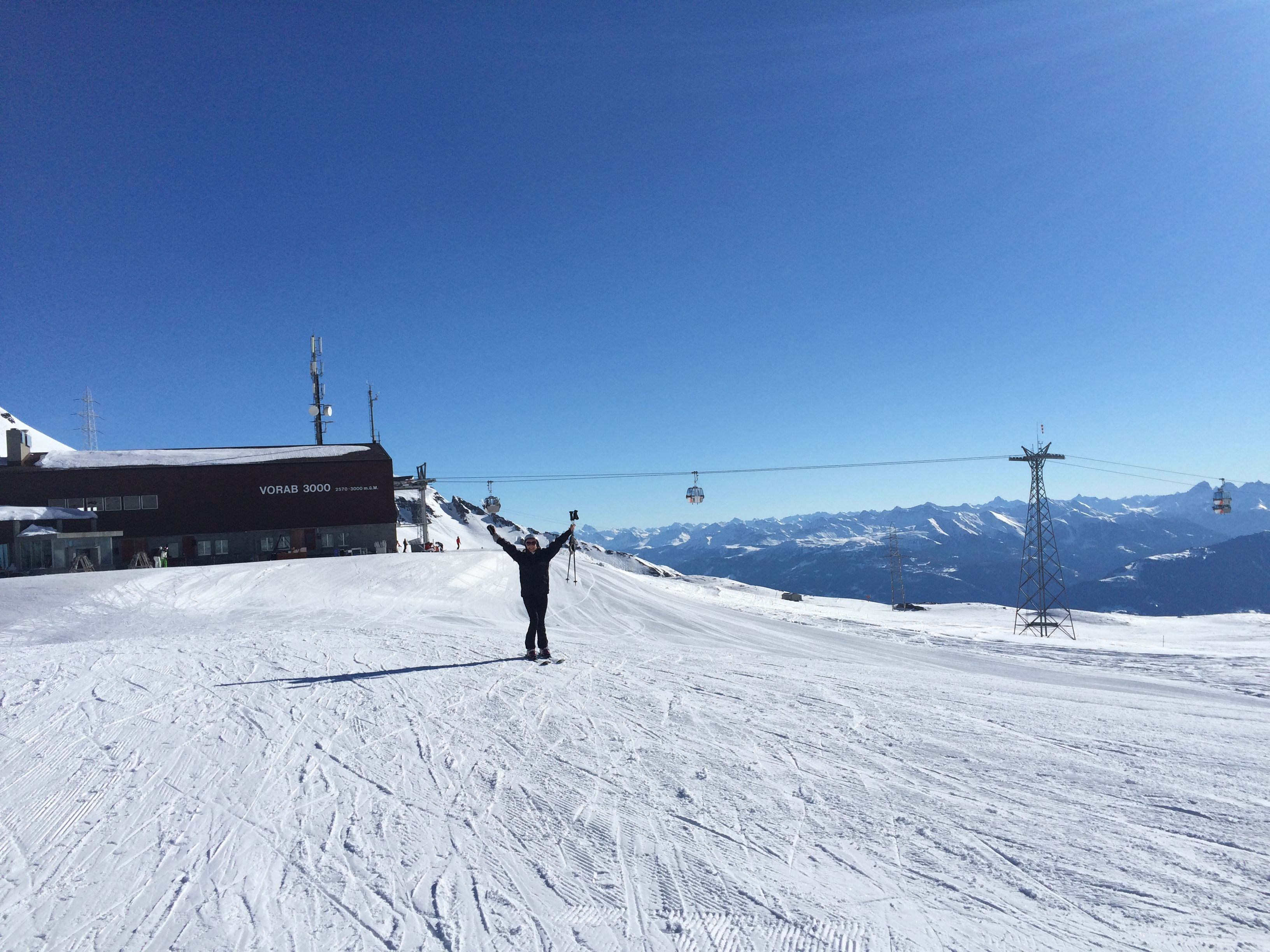
Bergstation Vorab
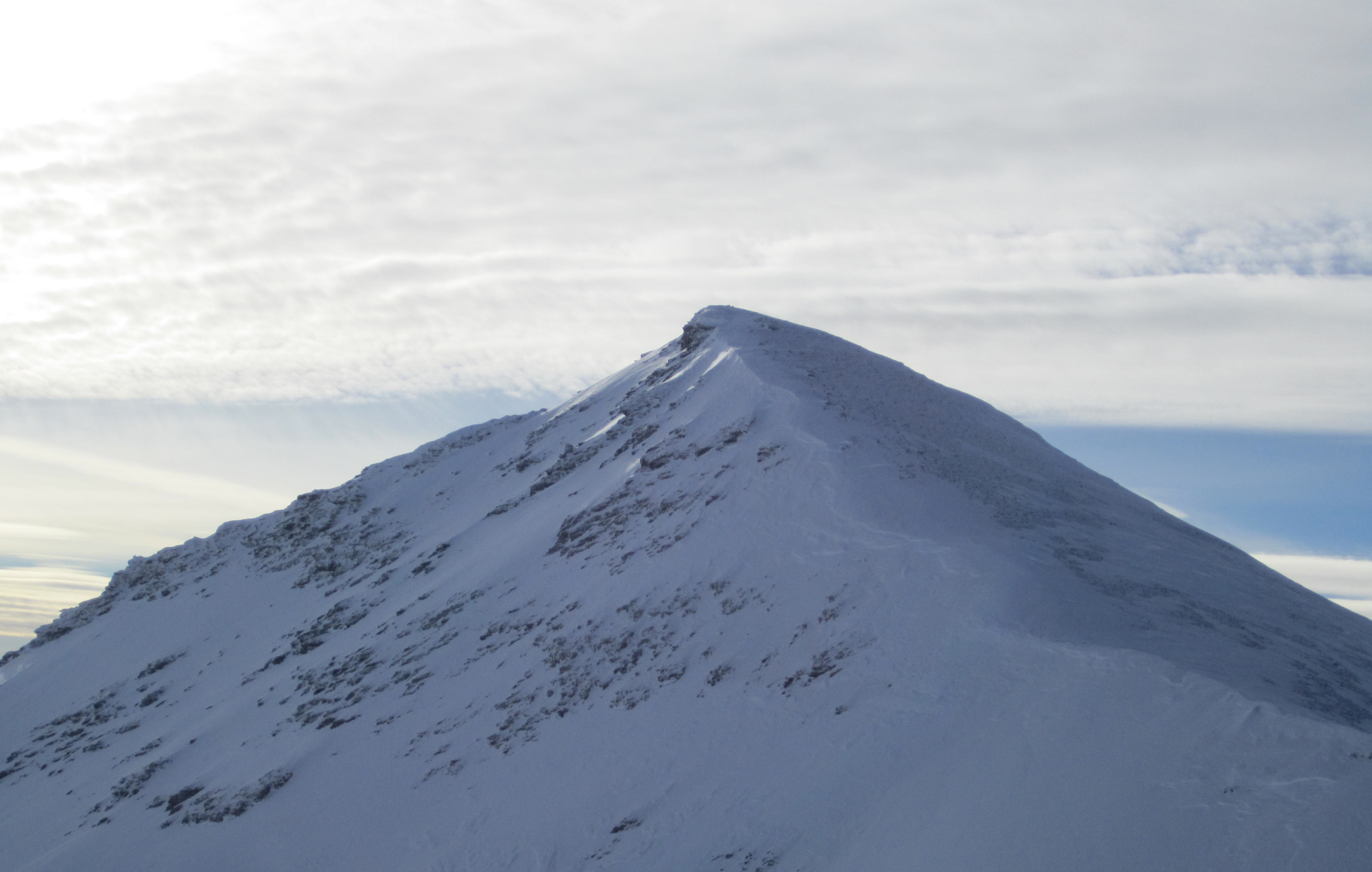
Bündner Vorab aus Norden, von etwas unterhalb der Endstation der Skilifte gesehen
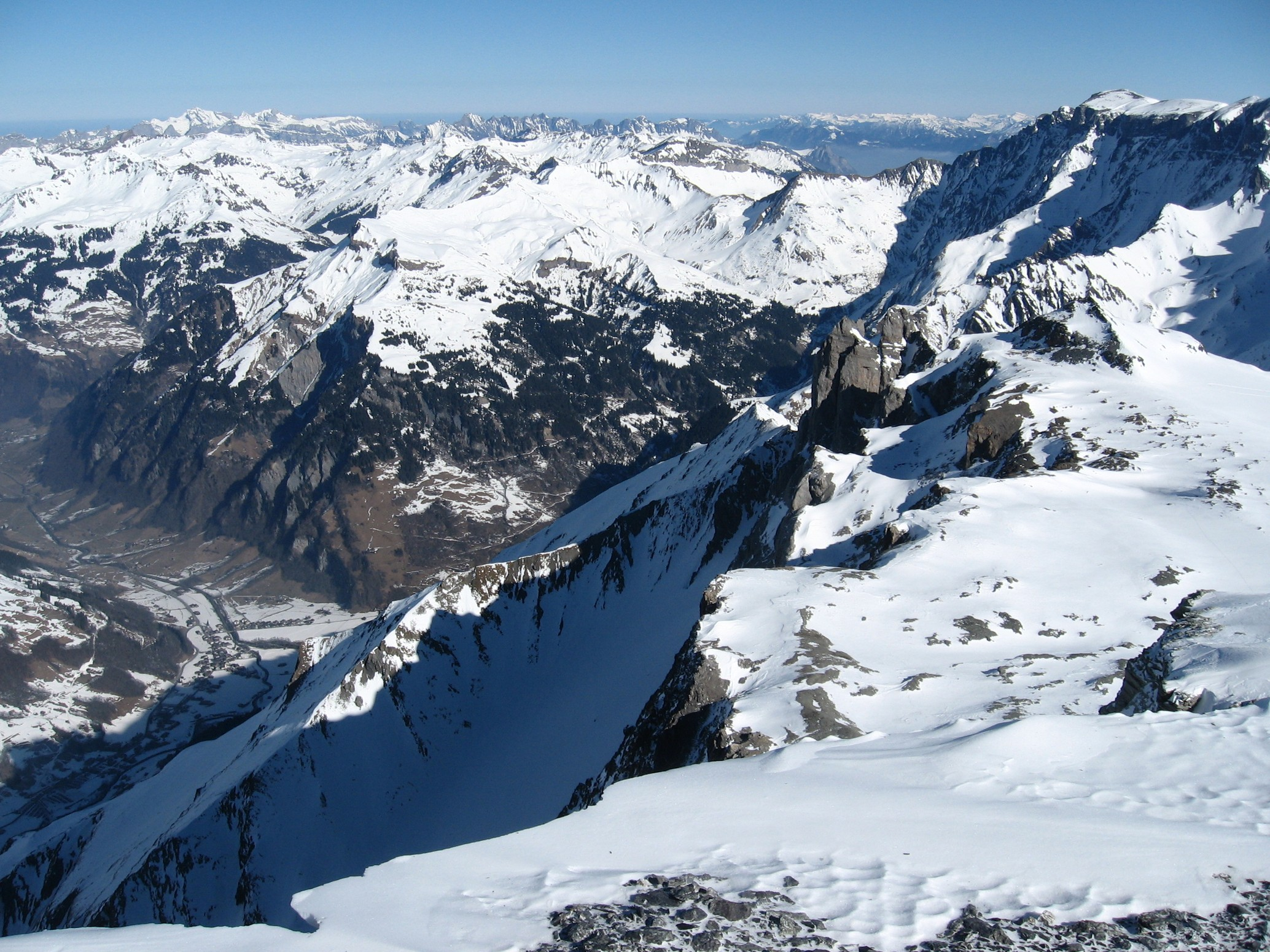
Nordflanke des Glarner Vorabs mit Gletscherhorn und Zwölfihorn im Vordergrund, im Talgrund liegt Elm GL
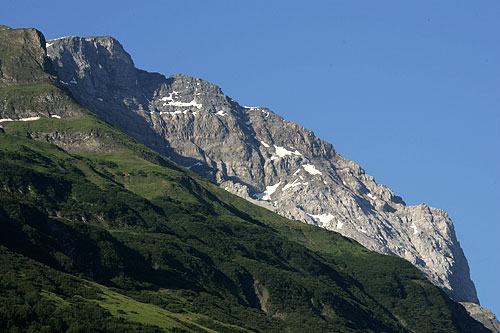
Nordflanke des Glarner Vorab
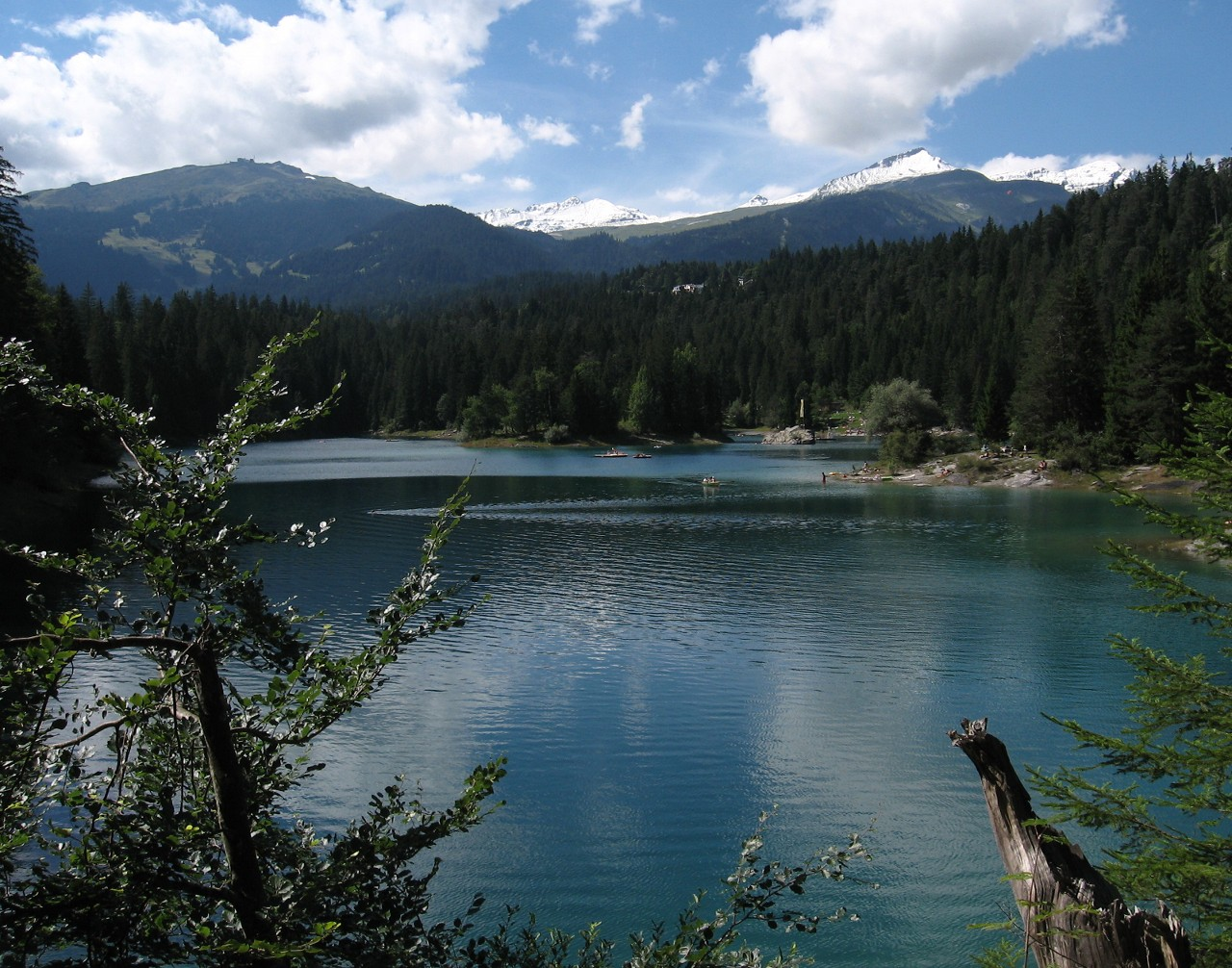
Von Flims ist der Bündner Vorab (Bildmitte) wenig sichtbar, im Gegensatz zur steil aufragenden Glarner Seite. Hier schiebt sich links sein Ausläufer Crap Sogn Gion in den Vordergrund.